# Discografia de Gloria Estefan
A discografia da cantora cubano-americana Gloria Estefan consiste em vinte álbuns de estúdio, nove compilações e sete EPs (combinando os trabalhos solo de Estefan com os de sua banda, a Miami Sound Machine). Com vendas estimadas em 100 milhões de cópias mundialmente, é a mais bem-sucedida artista latina de todos os tempos.
Apesar de estar envolvida no mercado musical desde a década de 1970, Estefan passou a fazer sucesso com a banda Miami Sound Machine, com o single "Dr. Beat", de 1984. Apesar de ser um grande sucesso na Europa, a canção não emplacou nos Estados Unidos até o lançamento de "Conga", que tornou-se uma canção assinatura da cantora. Ambos os álbuns correspondentes (Eyes of Innocence e Primitive Love) compõem, no entanto, a discografia da banda. O trabalho seguinte, intitulado Let It Loose é creditado somente à Estefan com participação da banda Miami Sound Machine. Todos os álbuns após Cuts Both Ways (1989) foram creditados a Estefan isoladamente, apesar da banda continuar fornecendo apoio vocal nas faixas e performar juntamente com a cantora até os dias atuais.
Muitos de seus trabalhos têm sido gravados também em espanhol, sendo que seu álbum Mi Tierra, de 1993, é ainda hoje um dos mais vendidos álbuns latinos nos Estados Unidos. O álbum também foi um sucesso internacional, tornando-se o primeiro álbum estrangeiro a receber certificação de diamante na Espanha por mais de 1 milhão de cópias vendidas.

## Discografia

### Álbuns de estúdio
| Ano  | Álbum | Melhor posição nas tabelas musicais | Melhor posição nas tabelas musicais | Melhor posição nas tabelas musicais | Melhor posição nas tabelas musicais | Melhor posição nas tabelas musicais | Vendagem | Certificação |
| Ano  | Álbum | EUA                                 | EUA Latin                           | GBR                                 | AUS                                 | CAN                                 | Vendagem | Certificação |
| ---- | --- | ----------------------------------- | ----------------------------------- | ----------------------------------- | ----------------------------------- | ----------------------------------- | -------- | ------------ |
| 1989 | Cuts Both Ways - Lançamento: Julho de 1989 - Gravadora: Epic - Formato: LP, CD, Cassette, MiniDisc                 | 6                                   | 11                                  | 1                                   | 1                                   | 42                                  |          |              |
| 1991 | Into the Light - Lançamento: Janeiro de 1991 - Gravadora: Epic - Formato: LP, CD, Cassette, MiniDisc               | 5                                   | —                                   | 2                                   | 9                                   | 18                                  |          |              |
| 1993 | Mi Tierra - Lançamento: Junho de 1993 - Gravadora: Epic - Formato: LP, CD, Cassette, MiniDisc                      | 27                                  | 1                                   | 11                                  | —                                   | —                                   |          |              |
| 1993 | Christmas Through Your Eyes - Lançamento: Setembro de 1993 - Gravadora: Epic - Formato: LP, CD, Cassette, MiniDisc | 43                                  | —                                   | —                                   | —                                   | —                                   |          |              |
| 1994 | Hold Me, Thrill Me, Kiss Me - Lançamento: Outubro de 1994 - Gravadora: Epic - Formato: LP, CD, Cassette, MiniDisc  | 9                                   | —                                   | 5                                   | 11                                  | 36                                  |          |              |
| 1995 | Abriendo Puertas - Lançamento: Outubro de 1995 - Gravadora: Epic - Formato: LP, CD, Cassette, MiniDisc             | 67                                  | 2                                   | 70                                  | —                                   | —                                   |          |              |
| 1996 | Destiny - Lançamento: Junho de 1996 - Gravadora: Epic - Formato: LP, CD, Cassette, MiniDisc                        | 23                                  | —                                   | 12                                  | 13                                  | 29                                  |          |              |
| 1998 | gloria! - Lançamento: Junho de 1998 - Gravadora: Epic - Formato: LP, CD, Cassette, MiniDisc                        | 23                                  | —                                   | 16                                  | —                                   | 65                                  |          |              |
| 2000 | Alma Caribeña - Lançamento: Maio de 2000 - Gravadora: Epic - Formato: LP, CD, Cassette, MiniDisc                   | 50                                  | 1                                   | 44                                  | —                                   | —                                   |          |              |
| 2003 | Unwrapped - Lançamento: Setembro de 2003 - Gravadora: Epic - Formato: LP, CD, Cassette, MiniDisc                   | 39                                  | —                                   | 76                                  | —                                   | —                                   |          |              |
| 2007 | 90 Millas - Lançamento: Setembro de 2007 - Gravadora: Burgundy - Formato: CD, DVD, Download digital                | 25                                  | 1                                   | —                                   | —                                   | —                                   |          |              |
| 2011 | Miss Little Havana - Lançamento: Setembro de 2011 - Gravadora: - Formato: CD, DVD, Download digital                | 28                                  | —                                   | —                                   | —                                   | —                                   |          |              |
| 2013 | The Standards - Lançamento: Setembro de 2013 - Gravadora: - Formato: LP, CD, Download digital                      | 20                                  | —                                   | 66                                  | —                                   | —                                   |          |              |
| 2020 | - Lançamento: Agosto de 2020 - Gravadora: - Formato: CD, Download digital                                          |                                     |                                     |                                     |                                     |                                     |          |              |

### Extended Plays(EPs)
| Ano  | Álbum                                                                                   | Melhor posição nas tabelas musicais | Melhor posição nas tabelas musicais | Melhor posição nas tabelas musicais | Melhor posição nas tabelas musicais | Melhor posição nas tabelas musicais | Vendagem | Certificação |
| Ano  | Álbum                                                                                   | EUA                                 | EUA Latin                           | GBR                                 | AUS                                 | CAN                                 | Vendagem | Certificação |
| ---- | --------------------------------------------------------------------------------------- | ----------------------------------- | ----------------------------------- | ----------------------------------- | ----------------------------------- | ----------------------------------- | -------- | ------------ |
| 1993 | Twelve Inch Mixes - Lançamento: 4 de fevereiro de 1993 - Gravadora: Epic - Formato: CD  | —                                   | —                                   | —                                   | —                                   | —                                   |          |              |
| 1998 | Bailando! - Lançamento: 1998 (somente nos EUA) - Gravadora: Epic - Formato: CD          | —                                   | —                                   | —                                   | —                                   | —                                   |          |              |
| 1998 | Party Time! - Lançamento: 1998 (somente nos EUA) - Gravadora: Epic - Formato: CD        | —                                   | —                                   | —                                   | —                                   | —                                   |          |              |
| 2004 | Unwrapped: Remixes - Lançamento: 2004 (somente nos EUA) - Gravadora: Epic - Formato: CD | —                                   | —                                   | —                                   | —                                   | —                                   |          |              |

### Álbuns de compilação
| Ano  | Álbum | Melhor posição nas tabelas musicais | Melhor posição nas tabelas musicais | Melhor posição nas tabelas musicais | Melhor posição nas tabelas musicais | Melhor posição nas tabelas musicais | Vendagem | Certificação |
| Ano  | Álbum | EUA                                 | EUA Latin                           | GBR                                 | AUS                                 | CAN                                 | Vendagem | Certificação |
| ---- | --- | ----------------------------------- | ----------------------------------- | ----------------------------------- | ----------------------------------- | ----------------------------------- | -------- | ------------ |
| 1990 | Éxitos De Gloria Estefan - Lançamento: Outubro de 1990 - Gravadora: CBS Discos, Epic - Formato: LP, CD, Cassette, MiniDisc                               | —                                   | 32                                  | —                                   | —                                   | —                                   |          |              |
| 1992 | Gloria Estefan Greatest Hits - Lançamento: Outubro de 1992 - Gravadora: Epic - Formato: LP Duplo, CD, SACD, Cassette, MiniDisc                           | 15                                  | —                                   | 2                                   | 21                                  | 53                                  |          |              |
| 1997 | Best Of Gloria Estefan - Lançamento: Fevereiro de 1997 - Gravadora: Epic - Formato: CD, Cassette                                                         | —                                   | —                                   | —                                   | —                                   | —                                   |          |              |
| 2001 | Gloria Estefan: Greatest Hits Vol. II - Lançamento: Fevereiro de 2001 - Gravadora: Epic - Formato: CD, Cassette, MiniDisc                                | 92                                  | —                                   | 60                                  | —                                   | —                                   |          |              |
| 2004 | Amor y Suerte: Éxitos Románticos - Lançamento: Outubro de 2004 - Gravadora: Sony Discos, Epic - Formato: CD, CD+DVD                                      | —                                   | 4                                   | —                                   | —                                   | —                                   |          |              |
| 2006 | Oye Mi Canto!: Los Grandes Exitos - Lançamento: Setembro de 2006 - Gravadora: Sony BMG Norte, Epic, Legacy, Sony - Formato: CD, CD+DVD, Download digital | —                                   | 12                                  | —                                   | —                                   | —                                   |          |              |
| 2006 | The Very Best Of Gloria Estefan - Lançamento: Setembro de 2006 - Gravadora: Epic, Legacy - Formato: CD, Download digital                                 | —                                   | —                                   | 40                                  | —                                   | —                                   |          |              |
| 2006 | The Essential Gloria Estefan - Lançamento: Outubro de 2006 - Gravadora: Epic, Legacy - Formato: CD, Download digital                                     | —                                   | —                                   | —                                   | —                                   | —                                   |          |              |

## Singles
| Ano  | Nome                                      | Álbum                       |
| 1977 | Live Again                                | Renacer/Live Again          |
| 1977 | Renacer                                   | Renacer/Live Again          |
| 1978 | I Want You to Love Me                     | Miami Sound Machine         |
| 1978 | You´ve Broken My Heart                    | Miami Sound Machine         |
| 1978 | Usted Abusó                               | Miami Sound Machine         |
| 1980 | Regressa a Mi                             | MSM                         |
| 1980 | You´re All I Have                         | MSM                         |
| 1980 | No Me Olvidarás (One Day)                 | MSM                         |
| 1981 | Baila Conmigo                             | Otra Vez                    |
| 1981 | Sola                                      | Otra Vez                    |
| 1981 | Me Enamore                                | Otra Vez                    |
| 1982 | No Será Fácil                             | Rio                         |
| 1982 | No Miraré                                 | Rio                         |
| 1982 | Yo También Quiero Bailar                  | Rio                         |
| 1982 | Dingui-Li-Bangue                          | Rio                         |
| 1983 | A Toda Máquina                            | A Toda Máquina              |
| 1983 | Dr. Beat                                  | A Toda Máquina              |
| 1983 | Lucharé                                   | A Toda Máquina              |
| 1983 | Comunicación                              | A Toda Máquina              |
| 1984 | Los Ojos del Amor                         | A Toda Máquina              |
| 1984 | Dr. Beat                                  | Eyes Of Innocence           |
| 1984 | Prisoner of Love                          | Eyes Of Innocence           |
| 1984 | I Need a Man                              | Eyes Of Innocence           |
| 1984 | I Need Your Love                          | Eyes Of Innocence           |
| 1985 | Conga                                     | Primitive Love              |
| 1986 | Bad Boy                                   | Primitive Love              |
| 1986 | Words Get in the Way                      | Primitive Love              |
| 1986 | Falling in Love (Uh-Oh)                   | Primitive Love              |
| 1987 | Rhythm Is Gonna Get You                   | Let It Loose                |
| 1987 | Betcha Say That                           | Let It Loose                |
| 1988 | Can´t Stay Away from You                  | Let It Loose                |
| 1988 | Anything For You                          | Let It Loose                |
| 1988 | 1-2-3                                     | Let It Loose                |
| 1989 | Don't Wanna Lose You                      | Cuts Both Ways              |
| 1989 | Get on Your Feet                          | Cuts Both Ways              |
| 1990 | Here We Are                               | Cuts Both Ways              |
| 1990 | Oye Mi Canto (Hear My Voice)              | Cuts Both Ways              |
| 1990 | Cuts Both Ways                            | Cuts Both Ways              |
| 1990 | Renacer                                   | Êxitos de Gloria Estefan    |
| 1991 | Coming Out of the Dark                    | Into the Light              |
| 1991 | Seal Our Fate                             | Into the Light              |
| 1991 | Can´t Forget You                          | Into the Light              |
| 1991 | Remember Me With Love                     | Into the Light              |
| 1991 | Live For Loving You                       | Into the Light              |
| 1991 | Nayib´s Song                              | Into the Light              |
| 1992 | Always Tomorrow                           | Greatest Hits               |
| 1992 | Miami Hit Mix/Christmas Through Your Eyes | Greatest Hits               |
| 1993 | I See Your Smile                          | Greatest Hits               |
| 1993 | Go Away                                   | Greatest Hits               |
| 1993 | Mi Tierra                                 | Mi Tierra                   |
| 1993 | Con Los Años Que Me Quiedan               | Mi Tierra                   |
| 1993 | Tradición                                 | Mi Tierra                   |
| 1993 | Montuno                                   | Mi Tierra                   |
| 1993 | Mi Buen Amor                              | Mi Tierra                   |
| 1994 | Ayer                                      | Mi Tierra                   |
| 1994 | Turn the Beat Around                      | Hold Me, Thrill Me, Kiss Me |
| 1994 | Hold Me, Thrill Me, Kiss Me               | Hold Me, Thrill Me, Kiss Me |
| 1995 | Everlasting Love                          | Hold Me, Thrill Me, Kiss Me |
| 1995 | It´s Too Late                             | Hold Me, Thrill Me, Kiss Me |
| 1995 | Cherchez La Femme                         | Hold Me, Thrill Me, Kiss Me |
| 1995 | Abriendo Puertas                          | Abriendo Puertas            |
| 1995 | Três Deseos                               | Abriendo Puertas            |
| 1995 | Más Allá                                  | Abriendo Puertas            |
| 1996 | Dulce Amor                                | Abriendo Puertas            |
| 1996 | La Parranda                               | Abriendo Puertas            |
| 1996 | Reach                                     | Destiny                     |
| 1996 | You´ll Be Mine (Party Time)               | Destiny                     |
| 1996 | I´m Not Giving You Up                     | Destiny                     |
| 1996 | Higher                                    | Destiny                     |
| 1997 | No Pretendo                               | Destiny                     |
| 1998 | Heaven´s What I Feel                      | Glória!                     |
| 1998 | Oye                                       | Glória!                     |
| 1998 | Cuba Libre                                | Glória!                     |
| 1998 | Don´t Let This Moment End                 | Glória!                     |
| 1999 | Santo Santo                               |                             |
| 1999 | Music of My Heart                         |                             |
| 2000 | No Me Dejas de Querer                     | Alma Caribeña               |
| 2000 | Como Me Duele Perderte                    | Alma Caribeña               |
| 2000 | Três Gotas de Água Bendita                | Alma Caribeña               |
| 2000 | Por Un Beso                               | Alma Caribeña               |
| 2001 | You Can´t Walk Away from Love             | Greatest Hits Vol. 2        |
| 2002 | Out of Nowhere                            | Greatest Hits Vol. 2        |
| 2002 | Y-Tú-Conga                                | Greatest Hits Vol. 2        |
| 2003 | Wrapped                                   | Unwrapped                   |
| 2003 | Hoy                                       | Unwrapped                   |
| 2004 | I Wish You                                | Unwrapped                   |
| 2004 | Te Amaré                                  | Unwrapped                   |
| 2004 | Tu Fotografia                             | Unwrapped                   |
| 2006 | Dr. Pressure                              | Destroy Rock & Roll         |
| 2007 | No Llores                                 | 90 Millas                   |
| 2007 | Me Odio                                   | 90 Millas                   |
| 2008 | Píntame de Colores                        | 90 Millas                   |
| 2011 | Wepa                                      | Miss Little Havana          |
| 2011 | Little Miss Havana                        | Miss Little Havana          |
| 2011 | Hotel Nacional                            | Miss Little Havana          |
| 2011 | Right Away                                | Miss Little Havana          |

## Videoclipes
- Regressa a Mi (1980)
- Baila Conmigo (1981)
- Otra Vez (1981)
- Sola (1981)
- No Será Fácil (1982)
- Yo También Quiero Bailar (1982)
- A Toda Máquina (1983)
- Lucharé (1983)
- Los Ojos Del Amor (1984)
- Dr. Beat (1984)
- I Need a Man (1984)
- Prisioner of Love (1984)
- Conga (1985)
- Falling in Love (Uh-Oh) (1985)
- Bad Boy (Duas Versões) (1985)
- Rhythm Is Gonna Get You (1987)
- Betcha Say That (1987)
- Can't Stay Away From You (1987)
- Anything For You (1987)
- Get on Your Feet (1989)
- Don't Wanna Lose You (1989)
- Here We Are (1989)
- Hear My Voice/Oye Mi Canto (1989)
- Cuts Both Ways (1989)
- Coming Out of the Dark (1991)
- Live For Loving You (1991)
- Seal Our Fate (1991)
- Can't Forget You (1991)
- Always Tomorrow (1992)
- Go Away (1992)
- I See Your Smile (1992)
- Mi Tierra (1993)
- Con los Años Que Me Quiedan (1993)
- Mi Buen Amor (1993)
- Ayer (1993)
- Turn the Beat Around (1994)
- It's Too Late (1994)
- Everlasting Love (1994)
- Hold Me, Thrill Me, Kiss Me (1994)
- Abriendo Puertas (1995)
- Tres Deseos (1995)
- Más Allá (1995)
- Reach (1996)
- You'll Be Mine (Party Time) (1996)
- I'm not Giving You Up (1996)
- Higher (1996)
- Oye (1998)
- Heaven's What I Feel (1998)
- Cuba Libre (1998)
- Don't Let This Moment End (1998)
- Santo Santo (1999)
- Music of My Heart (1999)
- No Me Dejas de Quierer (2000)
- Como Me Duele Perderte (2000)
- Por Un Beso (2000)
- Me Voy (2000)
- Hoy (2003)
- Te Amaré/I Wish You (2003)
- Tu Fotografia/Your Picture (2003)
- No Llores (2007)
- Me Odio (2007)
- Wepa! (2011)
- Hotel Nacional (2011)